# Џон Харпер
Џон Лендер Харпер (Рагби, 27. мај 1925 — 22. март 2009) био је британски биолог, специјализован за екологију и биологију биљне популације.

## Биографија
Рођен је 1925. године, одгојен је на фарми, и школовао се у Лоренс Шериф школи (Lawrence Sheriff School) у Рагбију. Дипломирао је ботанику (1946), а магистрирао и докторирао филозофију(1950) на Оксфорду докторском тезом Истраживање интеракције земљаних микроорганизама са посебним освртом на проучавање бактеријске популације коренских система биљака. Др Харпер провео је додатних девет година спроводећи истраживања на одељењу за пољопривреду у Оксфорду, провео је сабатску годину у Дејвису у Калифорнији од 1959. до 1960. године и вратио се у Британију. 1967. године постављен је за шефа ново-формиране школе биљне биологије на Универзитету Бангор, у Северном Велсу, све до 1982. године. Школа биљне биологије у Бангору постала је мека за биологе биљне популације. Идентификована је са готово свим новим што се појављује у области екологије биљне популације, привлачећи дипломиране студенте и посетиоце из целог света.

## Каријера
Био је председник Британског еколошког друштва (БЕС) (1966–1968) и Европског друштва за еволуцијску биологију (1993-1995), а као гостујући професор био је на Универзитету Ексетер 1998. године.
Од 1971. до 1998. био је у разним саветодавним улогама, укључујући Савет за истраживање природног окружења, Краљевско друштво, Савет за истраживање пољопривреде и хране, Одбор за заштиту природе, као повереник Британског музеја природне историје. Обављао је и различите уређивачке улоге, укључујући: Агроекосистеми (1974-1981), Екологија ( 1982-1994), Филозофске трансакције Краљевског друштва (1990-1992) и др. Био је почасни сарадник Шведског друштва за фитогеографију (1981), страни сарадник Националне академије наука САД(1984), а 1981. године је именован за "еминентног еколога" од стране Еколошког друштва Америке. Добитник је почасних доктората на Универзитету у Сасексу у 1984, и Националног универзитета Мексика 1986, и Британско еколошко друштво доделило му је награду Марш 2000. године.
Изабран је за члана Краљевског друштва 1978. године и био њихов добитник Дарвинове медаље за 1990. годину. Он је 1999. године добио Миленијумску награду за ботанику од Међународног ботаничног конгреса. и награду БЕС за екологију исте године. Орден британског царства му је додељен 1989. године.
Џон Харпер се оженио 1954. године са Боргни Леро, Норвежанком, са којом има троје деце, и седморо унучади. Током 40 година издао је више од 150 публикација, укључујући три књиге. Пензионисао се 1982. године.
Написао је неколико уџбеника о екологији и биологији.

## НаградаХарпер
Британско еколошко друштво сваке године додељује награду Џон Л. Харпер - Млади истраживач, за најбољи рад младог аутора у Часопису Екологија. Добитник награде добија 250 фунти, чланство у БЕС-у, једногодишњу претплату на Часопис Екологија и допринос трошковима насталим због присуства годишњем састанку БЕС-а у Великој Британији, ако желе да представе свој рад. Победника бирају уредници часописа на крају сваке године.
Био је члан Британског удружења хуманиста .
Умро је 22. марта 2009.

## Публикације
- 2006 - Екологија: од појединаца до екосистема (четврто издање) са Мајкл Бегоном и Колин Р. Таунсендом  1-4051-1117-8 (раније познат као Екологија: појединци, популације и заједнице, три издања (1986, 1990 и 1996), са Мајкл Бегоном и Колин Р. Таунсендом  0-632-03801-2 (издање 1996))
- 2003 - Основе екологије (друго издање) са Мајкл Бегоном и Колин Р. Таунсендом  1-4051-0328-0
- 1997 - Историја живота биљака: екологија, филогенија и еволуција, уредник  0-521-57495-1
- 1977 - Популацијска биологија биљака  0-12-325850-2

## Одабрани цитирани научни радови
- Harper, J. L.; Williams, J. T.; Sagar, G. R. (1965). „The Behaviour of Seeds in Soil: I. The Heterogeneity of Soil surfaces and its Role in Determining the Establishment of Plants from Seed”. Journal of Ecology. 53 (2): 273—286. Bibcode:1965JEcol..53..273H. JSTOR 2257975. doi:10.2307/2257975.
- Harper, J. L. (1967). „A Darwinian Approach to Plant Ecology”. Journal of Ecology. 55 (2): 247—270. Bibcode:1967JEcol..55..247H. JSTOR 2257876. doi:10.2307/2257876.
- White, J.; Harper, J. L. (1970). „Correlated Changes in Plant Size and Number in Plant Populations”. Journal of Ecology. 58 (2): 467—485. Bibcode:1970JEcol..58..467W. JSTOR 2258284. doi:10.2307/2258284.
- Harper, John L.; Ogden, John (1970). „The Reproductive Strategy of Higher Plants: I. The Concept of Strategy with Special Reference to Senecio Vulgaris L”. Journal of Ecology. 58 (3): 681—698. Bibcode:1970JEcol..58..681H. JSTOR 2258529. doi:10.2307/2258529.
- Ross, M. A.; Harper, John L. (1972). „Occupation of Biological Space During Seedling Establishment”. Journal of Ecology. 60 (1): 77—88. Bibcode:1972JEcol..60...77R. JSTOR 2258041. doi:10.2307/2258041.